# Семья Саклер
Семья Саклер (англ. Sackler) — американская семья, основавшая фармацевтические компании Purdue Pharma и Mundipharma. Purdue Pharma столкнулась с судебными исками по поводу чрезмерного назначения фармацевтических препаратов, вызывающих привыкание, включая OxyContin. Purdue Pharma подверглась критике за ее роль в опиоидной эпидемии в Соединенных Штатах Саклеров иногда называют «самой зловредной семьей в Америке» (most evil family in America) и «худшими торговцами наркотиками в истории».
Саклеры широко освещались в СМИ, включая документальный фильм «Преступление века» на канале HBO, книгу Патрика Рэддена Кифа «Империя боли», мини-сериал Hulu 2021 года «Ломка» и номинированный на «Оскар» документальный фильм 2022 года «Вся красота и кровопролитие», а также сериал «Painkiller» 2023 года.

## История
Артур, Мортимер и Рэймонд Саклер, трое детей еврейских иммигрантов из Галиции и Польши, выросли в Бруклине в 1930-х годах. Все трое братьев учились в медицинской школе и вместе работали в психиатрическом центре Кридмура в Квинсе. Их часто называют пионерами в методах лечения, которые положили конец обычной практике лоботомии, а также считались первыми, кто боролся за расовую интеграцию банков крови. Артур Саклер считался патриархом семьи. В 1952 году братья купили небольшую фармацевтическую компанию Purdue-Frederick. Рэймонд и Мортимер управляли компанией, а Артур, занимался рекламой (считается пионером медицинской рекламы). Он разработал кампании, обращенные непосредственно к врачам, и привлек известных врачей для поддержки продуктов Purdue. Как один из ведущих коллекционеров произведений искусства своего поколения, он также подарил большую часть своих коллекций музеям по всему миру. После его смерти в 1987 году его опцион на одну треть Purdue-Frederick был продан его братьям, которые превратили его в Purdue Pharma.
В 1996 году Purdue Pharma представила OxyContin, модифицированную версию оксикодона в форме с медленным высвобождением. Оксикодон был впервые изобретен в 1916 году и продавался как Юкодал, но был снят с продажи в 1990 году из-за проблем с зависимостью.
Активно продвигаемый оксикодон является ключевым препаратом в возникновении опиоидной эпидемии . Элизабет Саклер, дочь Артура, утверждала, что ее ветвь семьи не участвовала в продаже наркотиков и не извлекала из нее выгоду. В то время как некоторые критиковали Артура Саклера за новаторские маркетинговые методы для продвижения неопиоидных препаратов десятилетиями ранее, профессор Эван Герстманн сказал в журнале Forbes: «Было бы абсурдным извращением логики утверждать, что, поскольку Артур Саклер был пионером прямого маркетинга для врачей, он несет ответственность за мошенническое злоупотребление этой техникой, которое произошло через много лет после его смерти и от которого он не получил никакой финансовой выгоды». В 2018 году несколько членов семей Рэймонда и Мортимера Саклер, Ричард Саклер, Тереза Саклер, Кэт Саклер, Джонатан Саклер, Мортимер Саклер, Беверли Саклер, Дэвид Саклер и Илен Саклер, были названы ответчиками по искам, поданным многочисленными штатами за их причастность к опиоидному кризису.
В 2012 году член семьи купила Старгроувс, поместье недалеко от Ньюбери в Великобритании, более чем за 15 миллионов фунтов стерлингов; прежними владельцами поместья в разное время были Мик Джаггер и Род Стюарт. В 2015 году семья впервые была включена в список самых богатых семей Америки по версии Forbes.

## Пожертвования
Семья Саклер жертвовала деньги многим культурным учреждениям, в том числе Метрополитен-музею, Американскому музею естественной истории и Музею Соломона Гуггенхейма.
Семья также делала пожертвования университетам, в том числе Гарвардскому университету, Йельскому университету, Корнелльскому университету и Оксфордскому университету, хотя последний разорвал отношения в 2023 году. Медицинский факультет Саклера Тель-Авивского университета назван в честь Артура, Мортимера и Раймонда Саклер за их пожертвования. Точно так же Институт легочной фармакологии имени Саклера при Королевском колледже Лондона был назван в честь Мортимера и Терезы Саклер. Имя Артура Саклера носит исследовательский Центр науки о сознании в Сассекском университете (англ. Sackler Centre for Consciousness Science).
Семья Саклер пожертвовала около 116 000 долларов Демократической партии Коннектикута.